# Импортозамещение в России
Импортозамеще́ние в Росси́и — замещение импорта товарами, произведёнными внутри России. Курс на импортозамещение декларируется в России с 2014 года, после введения взаимных санкций Россией и странами Запада.

## Импортозамещение в конце XIX — начале XX века
В 1841 году выходит книга Фридриха Листа «Национальная система политической экономии», в которой автор критикует фритредерство, в том числе политику российского правительства в период с 1821 по 1840 годы. Граф С. Ю. Витте повторил выводы Ф. Листа, что разорение русских фабрик и заводов стало логическим продолжением того, когда спрос на русский товар прекратился, а ряд стран затруднил ввоз некоторых сырьевых продуктов, а импорт в Россию иностранного товара, наоборот, усилился.
Д. И. Менделеев также в своих работах неоднократно повторяет выводы Ф. Листа о том, что политика свободной торговли продуктивна в том случае, когда нет своего производства или когда своё производство окрепло и может успешно конкурировать с иностранным, а в противном случае защита отечественных молодых отраслей необходима даже в долгосрочном периоде. Защита необходима с тем, что отечественный производитель не имеет достаточного объёма инвестиций для расширения своего производства и сталкивается с демпингом иностранных производителей.
Д. И. Менделеев приводит примеры успешных проектов импортозамещения при условии введения протекционистских мер со стороны государства: добыча русской нефти, производство русского керосина, русских зеркал, русского металла, русского зерна.
В. Куликов продолжает этот ряд успешных проектов производством русского бекона за короткий срок в пять лет (1908—1912 гг.).

## В постсоветской России
Проблема импортозамещения в постсоветской России возникла в связи со сложившейся в 1990-е годы импортозависимости экономики России. Последняя, по мнению академика В. Б. Бетелина, порождена принятой в России либеральной финансовой моделью экономического развития страны и не может быть решена в рамках этой модели. Бетелин отмечает, что государство, действуя в рамках этой модели, ориентируется прежде всего на развитие и укрепление финансовой системы за счёт методов прямой государственной поддержки, в то время как приоритетной задачей должно стать развитие реального сектора экономики. Финансовый сектор экономики России, будучи встроенным в мировую финансовую систему, весьма зависим от любых происходящих в ней конъюнктурных изменений, а сложившие в России экономические условия принуждают реальный сектор работать по законам финансового сектора: «производить деньги, а не продукты с высокой добавленной стоимостью», ориентируясь не на создание нового продукта с высокой добавленной стоимостью, а на получение сиюминутной прибыли за короткое время.

### Программа Правительства России по импортозамещению до 2020 года
Вопросом продовольственной безопасности власти страны озадачились ещё в 2012 году. Одна из целей «Госпрограммы развития сельского хозяйства на 2013—2020» — импортозамещение. Однако вскоре введённые западные санкции заставили правительство посмотреть на проблему значительно шире и сформировать масштабную программу, охватывающую гораздо большее количество отраслей, в которых задача импортозамещения стала актуальной. Программа Правительства Российской Федерации по импортозамещению вылилась в утверждение новой редакции Государственной программы № 320 «Развитие промышленности и повышение её конкурентоспособности», а затем и в ряд других законодательных актов, целью которых является более чёткое позиционирование роли государства в процессе импортозамещения.
4 августа 2015 года на заседании Правительства принято решение о создании Правительственной комиссии по импортозамещению. Постановление Правительства Российской Федерации от 4 августа 2015 года № 785 «О создании правительственной комиссии по импортозамещению» и распоряжение Правительства Российской Федерации от 4 августа 2015 года № 1492-р, в котором утверждается состав комиссии, были подписаны премьер-министром Дмитрием Медведевым. В структуре комиссии созданы две подкомиссии: по вопросам гражданских отраслей экономики и по вопросам оборонно-промышленного комплекса.
Ключевой перечень импортозамещающей продукции
С момента создания Правительственной комиссии по импортозамещению государство определило стратегический перечень продукции с наивысшим приоритетом импортозамещения в ключевых отраслях экономики, опубликовав соответствующий перечень на официальных площадках. Наиболее зависимыми от импортного сырья и комплектующих оказались такие отрасли, как сельское хозяйство, машиностроение и сфера информационных технологий, где доля импорта доходит до 90 % при производстве отдельных товаров. Программа Правительства обозначила перспективу развития импортозамещения до 2020 года, что предоставляет для бизнеса целый ряд освобождающихся ниш, в областях:
- сельское хозяйство;
- информационные технологии;
- машиностроение;
- запрещённые к импорту в госзакупках товары.

Список товаров к импортозамещению в подавляющем большинстве случаев носит рекомендательный характер с перспективой плавной замены импорта путём поступательной локализации производства на территории России. Исключение составляет отрасль сельского хозяйства, где были сразу приняты жёсткие заградительные меры.
2022: рассматривается закон о квотах на закупку российской высокотехнологичной продукции.

#### Агропромышленный комплекс
В 2015 году из федерального бюджета на проекты по импортозамещению сельхозпродукции уже выделено 266 миллиардов рублей. Наиболее важный документ, регламентирующий активность государства в сфере сельского хозяйства — Доктрина продовольственной безопасности, принятая в 2010 году и скорректированная в 2014 году. В доктрине резкое прекращение поставок продуктов из-за рубежа приравнивается к национальной угрозе, из чего следует, что обеспечивать свою продовольственную безопасность Россия должна за счёт собственного производства и сокращения доли импорта.
Московский регион
Наряду с рынками и продовольственными магазинами реализация сельскохозяйственной продукции, в том числе фермерских товаров, осуществляется на ярмарках и фестивалях. В Москве работают 102 ярмарки выходного дня и региональные ярмарки, а также организуются различные фестивали, где можно попробовать и приобрести не только свежие овощи и фрукты, но и фермерские сыры, мёд, мясные изделия. В 2015 году количество торговых мест на ярмарках выходного дня в Москве для фермеров увеличилось до 50 %, с 1 апреля 2016 года до 70 % из 3233 торговых мест[значимость факта?].
Северо-Западный регион
18 июня 2015 года на Петербургском международном экономическом форуме создан Центр импортозамещения и локализации Северо-Западного региона, где оказываются содействия промышленным и инновационным предприятиям в совместной разработке и внедрении импортозамещающей продукции, использовании их научно-технического потенциала для нужд государственных заказчиков и акционерных обществ с государственным участием.

#### Лёгкая промышленность
Российское производство стало конкурентоспособным. Развивают своё производство и расширяют ассортимент производители текстиля (ткани и нетканых материалов, волокна): Чайковский текстиль, Донецкая Мануфактура М, Камышенский текстиль, Свердловский камвольный комбинат, Фабрика нетканых материалов «Весь Мир».
За счёт создания отечественных высокотехнологических тканей и утеплителей создаются современные российские марки одежды как для городского туризма, так и для экстремального и активного отдыха, производя горнолыжную, сноубордическую и велосипедную экипировку, одежду для военных: BASK, Arctic Explorer.

#### Информационные технологии
Постановление правительства и последовавший за ним Приказ Министерства связи «Об утверждении плана по импортозамещению программного обеспечения» от 01.02.2015 № 96 предписывают запрет на допуск в целях осуществления закупок для муниципальных и государственных нужд программного обеспечения, не включённого в Единый реестр российских программ для электронных вычислительных машин и баз данных. В августе — сентябре 2016 года Федеральная антимонопольная служба отозвала несколько аукционов, проведённых в нарушение указанного постановления, с наложением штрафов.
Разработчики программного обеспечения с начала года активно регистрируют свои программы в Едином реестре. Если в феврале 2016 года в нём числилось 72 программы, то на конец апреля 2024 в реестре числится свыше 20 тысяч записей.
В конце 2018 г. была принята директива, подписанная вице-премьером Антоном Силуановым, что государственные компании должны запланировать переход на отечественное ПО до 2021 года; пресс-секретарь президента России Д. Песков заявил, что хотя отечественный софт пока вряд ли может полностью заменить иностранный, но это важный вопрос с точки зрения киберсуверенитета.
10 апреля 2024 года глава «Ростелекома» Михаил Осеевский сообщил о том, что его компания в своих центрах обработки данных полностью заместила импортное оборудование на продукцию отечественного производителя.
По информации главы правительства РФ Михаила Мишустина, к маю 2024 года Россия достигла 50 % импортозамещения в области основных программных продуктов.

Морская инфраструктура
Введение санкционных мер стало не столько угрожающим российской экономике фактором, сколько — мощным стимулом к созданию сбалансированного промышленного сектора, переходу к использованию инновационной модели экономического развития, драйвером импортозамещения.
Самое главное для судоходства и судостроения России — острые проблемы импортозависимости. Все больше российских компаний начинают заниматься развитием и производлством своего оборудования и материалов, и происходит снижение зависимости от иностранных технологий и оборудования, особенно в судостроении, навигации и обслуживании флота. Развиваются отечественные производства судовых компонентов, создаются системы управления и связи, аналогичные зарубежным. Это усиливает технологический суверенитет страны и стимулирует развитие морской промышленности, несмотря на санкционное давление и логистические ограничения.

Мнения
По мнению В. Б. Бетелина, проблема импортозамещения в отечественной отрасли IT-технологий не может быть решена за счёт «отвёрточной сборки» вычислительной и коммуникационной техники из узлов зарубежных производителей (HP, Cisco, Intel, AMD) или узлов, изготовленных в России на основе ключевых компонент с высокой добавленной стоимостью (микропроцессоров) зарубежных компаний (Intel, IBM, ARM, AMD). Такая продукция ни технически, ни экономически не может быть адекватна аналогичной продукции компаний — лидеров глобального радиоэлектронного рынка.
В то же время в Китае проблема импортозамещения вычислительной и коммуникационной техники не стоит на повестке дня: в этой стране в рамках прямой экономической и политической поддержки государством реального сектора экономики созданы высокотехнологичные компании (например, Huawei, чей оборот в 2012 году составил 46,5 млрд долларов при численности персонала 170 тыс. человек, и Lenovo с оборотом 42,7 млрд долларов в 2014 году и численностью персонала около 60 тыс. человек), успешно осваивающие глобальные рынки.
В России подобных IT-компаний — лидеров глобальных рынков — не возникло, и даже предпосылок их создания в обозримом будущем нет. Бетелин полагает, что основным вкладом отечественной IT-отрасли в решение проблемы импортозамещения на текущем этапе должны стать стимулирование технологического развития стратегических отраслей экономики (аэрокосмическая индустрия, тяжёлое, энергетическое и транспортное машиностроение, атомная промышленность, судостроение, оборонно-промышленный комплекс), продажа дорогостоящей высокотехнологичной продукции которых на мировом рынке способна обеспечить финансовые потоки, вполне достаточные для устойчивого социально-экономического развития страны, а также удовлетворение потребностей внутреннего национального высокотехнологичного рынка.

### Результаты, злоупотребления, критика
Фактически политика импортозамещения не привела к значимому замещению иностранной продукции (кроме отдельных отраслей и направлений), но привела к усилению существующих и созданию новых монополий (Мираторг)[где?]
Отмечено, что действующие механизмы поддержки российских производителей неэффективны: так, для выполнения обязательств по «российским» закупкам госкомпании, в частности, применяют механизм ценовой преференции (он дает преимущество отечественным поставщикам в сравнении с заявками иностранцев), но происхождение товара не подтверждается, а лишь декларируется, что дает возможность закупать импортные товары под видом отечественных и формально отчитываться о выполнении квот.
Ставились под сомнение популистские цифры из годовых отчетов госкомпаний и корпораций, которые они приводят в доказательство импортозамещения (сомнение в достоверности таких данных высказывали не только в Минпромторге, но и в других контролирующих органах).
Внесён проект поправок в закон 223-ФЗ (именно через 223-ФЗ проходит основной объём промышленных закупок России) на рассмотрение Комитетом Госдумы по промышленности и торговле: впервые в постсоветской истории могут появиться рамочные правила национального режима для госкомпаний и госкорпораций — законопроектом предлагается ужесточить порядок выполнения госкомпаниями квот закупок у отечественных поставщиков.
По данным Лаборатории Касперского, в 2022 году, после ухода из России иностранных ИБ-вендоров, количество кибератак на госорганы увеличилось почти в 10 раз.

#### После 2022 года
В мае 2023 года замглавы Минпромторга Василий Шпак сообщил, что стоимость 23 первоочередных проектов по импортозамещению западного ПО в машиностроении составляет около 40 миллиардов рублей. Из них в автомобилестроении — 4,1 млрд; общем машиностроении — 12,3 млрд; ж/д машиностроении — 8,3 млрд, судостроении — 5,4 млрд, двигателестроении — 2,5 млрд, авиастронии — 4 млрд, ракетно-космической промышленности — 4,1 млрд.
На реализацию 15 проектов импортозамещения ПО второй очереди предусмотрено 17 млрд рублей. В том числе 9 млрд — на финансирование одного проекта в автомобилестроении. Пять проектов в ж/д машиностроении оценены в 1,8 млрд рублей. Четыре проекта в ракетно-космической промышленности — 2,5 млрд рублей, 3 проекта в общем машиностроении — 3,3 млрд, по одному проекту в судостроении и двигателестроении запланированы на 0,2 млрд каждый.
Президент России во время визита в Северную Корею в 2024 году заявил, что для него идеалом импортозамещения всего является Чучхе корейского образца.
В сфере энергетики предпринимаются шаги по замещению импортного оборудования отечественными аналогами. Например, подмосковная газораспределительная компания «Мособлгаз» достигла 100% уровня импортозамещения в сфере строительства газораспределительных сетей, полностью перейдя на использование отечественного оборудования.
После ухода компании Emerson ltd. из России также успешно замещена продукция Ovation, которая широко была распространена на территории России, аналогом выступил отечественный продукт под названием "Эксергия" от компании ООО "Эмерсофт солюшинс".